# Jörg Hasse
Jörg Hasse (* 9. August 1929; † 23. Mai 2023) war ein deutscher Physiker und Hochschullehrer.

## Leben und Wirken
Hasse promovierte 1959 in Göttingen und habilitierte sich 1971 in Karlsruhe, dort war er auch von 1975 bis 1994 Professor am Physikalischen Institut der Universität Fridericiana. Er forschte über die Supraleitung von Legierungen und von amorphen Metallen. Insbesondere untersuchte er deren Reflexions- und Transmissionsverhalten im Mikrowellenbereich, um Aussagen über die Stärke der Elektron-Phonon-Kopplung dieser Supraleiter zu gewinnen.

## Publikationen
- Der Einfluß von Gitterstörungen auf die optischen Eigenschaften von Metallschichten  (Mit 13 Figuren im Text). Göttingen 1959. (Dissertation)
- mit Walter Seifritz: Erzeugung und Ausheilung von Gitterstörungen und ihr Einfluß auf die Supraleitung von Indium und Thallium. In: Zeitschrift für Physik. Band 193, Nr. 1, 1966, S. 52–64, doi:10.1007/BF01326459.
- Übergangstemperaturen von Supraleitern mit Gitterfehlern. Karlsruhe 1971. (Habilitationsschrift)